# Chauché
Chauché es una comuna francesa situada en el departamento de Vendée, en la región de Centro-Valle del Loira.

## Demografía
| 1826 | 1707 | 1633 | 1728 | 1813 | 1926 | 2130 | 2469 |
| Para los censos de 1962 a 1999 la población legal corresponde a la población sin duplicidades (Fuente: INSEE [Consultar]) |      |      |      |      |      |      |      |